# Calyptotheca inclusa
Calyptotheca inclusa is een mosdiertjessoort uit de familie van de Lanceoporidae. De wetenschappelijke naam van de soort is voor het eerst geldig gepubliceerd in 1906 door Thornely.